# Myrsakent
Myrsakent (kasachisch und russisch Мырзакент; bis 1994 Slawjanka) ist ein Ort in Kasachstan.

## Geografie
Myrsakent liegt im Süden Kasachstans im Gebiet Türkistan etwa 90 Kilometer südwestlich der usbekischen Hauptstadt Taschkent. Die Grenze zu Usbekistan ist etwa fünf Kilometer Luftlinie entfernt. Die Umgebung ist dicht besiedelt und von landwirtschaftlichen Anbauflächen geprägt; vor allem der Anbau von Baumwolle ist weit verbreitet. Der Ort ist Verwaltungszentrum des Audan Maqtaaral.

## Geschichte
Myrsakent wurde 1910 als Siedlung russischer Einwanderer gegründet, die die Umgebung für landwirtschaftliche Zwecke bewässerten. Der Ort trug zuerst den Namen Gawrilenko (Гавриленко), wurde dann in Slawjanskij (Славянский) umbenannt. 1930 wurde der Ort Verwaltungssitz des Rajon Maqtaaral. Ab Ende der 1950er Jahre wurde das Dorf ein bedeutender Standort der Seidenraupenzucht. 1967 bekam der Ort schließlich den Namen Slawjanka (Славянка).
Nach der Unabhängigkeit Kasachstans wurde der Ort am 29. Oktober 1994 in Myrsakent umbenannt.

## Bevölkerung
Bei der Volkszählung 1999 hatte Myrsakent 10.146 Einwohner. Die Volkszählung 2009 ergab für den Ort eine Einwohnerzahl von 13.274. Bei der letzten Volkszählung 2021 lebten 16.550 Menschen in Myrsakent. Die Fortschreibung der Bevölkerungszahl ergab zum 1. Januar 2025 eine Einwohnerzahl von 17.195.
| Einwohnerentwicklung               | Einwohnerentwicklung | Einwohnerentwicklung | Einwohnerentwicklung | Einwohnerentwicklung | Einwohnerentwicklung | Einwohnerentwicklung | Einwohnerentwicklung |
| 1939                               | 1959                 | 1970                 | 1979                 | 1989                 | 1999                 | 2009                 | 2021                 |
| ---------------------------------- | -------------------- | -------------------- | -------------------- | -------------------- | -------------------- | -------------------- | -------------------- |
| 2.820                              | 6.265                | 8.607                | 9.559                | 10.333               | 10.146               | 13.274               | 16.550               |
| Anmerkung: Volkszählungsergebnisse |                      |                      |                      |                      |                      |                      |                      |

## Wirtschaft und Verkehr
Myrsakent ist nach wie vor ein bedeutendes Zentrum der Baumwollindustrie Kasachstans. Nördlich von Myrsakent verläuft die Fernstraße M39, die in südlicher Richtung nach Jizzax führt und in nordöstlicher Richtung nach Taschkent.

## Söhne und Töchter des Ortes
- Wladimir Kim (* 1960), Milliardär und Unternehmer